# Згожелець
Згожелець (пол. Zgorzelec, н.-луж. Zgórjelc, в.-луж. Zhorjelc, чеськ. Zhořelec, нім. Görlitz) — місто в південно-західній частині Польщі, на річці Ниса-Лужицька. Адміністративний центр Зґожелецького повіту Нижньосілезького воєводства.
До 1945 року було правобережною частиною міста Герліц (нім. Görlitz). Після приєднання Польщі до Шенгенської угоди знову відкритий вільний рух між містами.

## Демографія
Демографічна структура станом на 31 березня 2011 року:
|          | Загалом | Допрацездатний вік | Працездатний вік | Постпрацездатний вік |
| -------- | ------- | ------------------ | ---------------- | -------------------- |
| Чоловіки | 15448   | 2548               | 10867            | 2033                 |
| Жінки    | 17077   | 2391               | 10038            | 4648                 |
| Разом    | 32525   | 4939               | 20905            | 6681                 |